# Ghanim Al Muftah
Ghanim Muhammad Al-Muftah (en árabe: غانم محمد المفتاح‎, romanizado: Ghānim Muḥammad al-Muftāḥ), nacido el 5 de mayo de 2002, es un empresario, youtuber y filántropo catarí. En 2017 fue declarado el emprendedor más joven de Catar con solo 15 años.

## Biografía

### Infancia, estudios e inicios
Ghanim nació el 5 de mayo de 2002, y ha realizado estudios universitarios en ciencias políticas para ser diplomático. También es un hafiz del Corán.
Es el fundador de Gharissa Ice Cream, una empresa con sede en Catar que opera en el campo de los helados. En 2018 disertó en la conferencia TED, TEDxQatarUniversity.

### Deportes
Ghanim participa en varias actividades deportivas extremas, como la natación, el buceo, el fútbol, el senderismo y el skate. Escaló la montaña Jebel Shams, el pico más alto de la región del Golfo Pérsico.

### Enfermedad
Ghanim sufre del síndrome de regresión caudal.

## Copa del mundo 2022
Ghanim es embajador de la Copa Mundial de la FIFA 2022., habiendo encabezado la ceremonia de apertura de dicho mundial junto al actor estadounidense Morgan Freeman.

## Asociación
Con la ayuda de su familia, Ghanim crea la asociación Ghanim cuya principal tarea consiste en donar sillas de ruedas a personas sin recursos económicos.
Desde 2014, es Embajador para la Paz del Emir de Kuwait Sheikh Sabah Al-Ahmad Al-Sabah y Embajador para la Humanidad Brand Ambassador Qatar Financial Center Authority. También es Embajador de Bondad y Humanidad por la Autoridad Reguladora de Actividades Benéficas de Catar (RACA) y en 2015 fue Embajador de los Campeones Mundiales Paralímpicos de Atletismo.

## Reconocimientos
- En 2017 premio al Joven empresario, Fundación Takreem.[14][15]
- En 2009 premio a los Héroes anónimos del siglo XXI.[7]